# 窪田正八
窪田 正八（くぼた しょうはち、1919年11月7日 - 1997年9月20日）は、日本の国土交通技官。気象庁長官を務めた。

## 来歴・人物
山梨県出身。旧制第一高等学校を経て、1943年に東京帝国大学理学部物理学科を卒業し、後に気象庁に入庁した。1978年4月から1980年4月までに長官を務めた。気象大学校で非常勤講師も務めた
1997年9月20日に肺炎のために死去。77歳没。